# Круглова, Елена Евгеньевна
Еле́на Евге́ньевна Кругло́ва (род. 22 марта 1962 года в Иваново, СССР) — советская пловчиха, бронзовый призёр чемпионата мира (1978) и Олимпийских игр (1980) в комбинированной эстафете. Специализировалась в плавании на спине.

## Биография
Родилась 22 марта 1962 года в городе Иваново. Начинала заниматься плаванием под руководством Юрия Гарнова. В 1974 году получила звание Мастер спорта СССР. В 1978 году переехала в Днепропетровск, где в спортклубе «Метеор» с ней стал работать Олег Цветов.
В 1978 году завоевала бронзовую медаль чемпионата мира и выполнила норматив мастера спорта СССР международного класса.
В период с 1978 года по 1980 год пять раз выигрывала чемпионат СССР по плаванию на спине на дистанциях 100 и 200 метров, а также несколько раз побеждала в эстафетах 4×100 м.
11 сентября 1982 года, после окончания спортивной карьеры, вышла замуж за чемпиона Олимпиады-1980 Александра Сидоренко (1960—2022). В 1989 году у них родился сын Александр.
В 1983 году окончила Днепропетровский государственный институт физической культуры и спорта.